# خلیج ابلیاخ
خلیج ابلیاخ (روسی: Эбеляхская губа) یک خلیج در دریای لاپتف و جمهوری یاقوتستان کشور روسیه است.